# Independiente Nacional 1906
Maillots
Independiente Nacional 1906 est un club de football salvadorien, fondé en 1946.
Le club évolue en première division nationale en 2006-2007.

## Palmarès
- Championnat du Salvador D2 (1)
  - Champion : 2016 (Apertura)